# علی‌اصغر احمدی
علی‌اصغر احمدی (زاده ۱۳۳۵ شاهرود) عضو پیشین سپاه پاسداران انقلاب اسلامی، سیاستمدار ایرانی و دبیرکل حزب همبستگی ایران اسلامی از سال ۱۳۸۵ تا ۱۴۰۲ و عضو این حزب است.
وی معاون سیاسی وزیر کشور از سال ۱۳۹۵ تا ۱۳۹۶ بوده است. احمدی پیش‌تر معاون هماهنگی و پیگیری معاونت اجرایی رئیس‌جمهور و قائم‌مقام ستاد کاروان تدبیر و امید و دبیرکل جمعیت هلال احمر بوده است. او مدتی استاندار گلستان و نماینده شاهرود در پنجمین دوره مجلس شورای اسلامی بود. وی همچنین معاون وزیر کشور در دو دوره، دبیر ستاد مرکزی مبارزه با قاچاق کالا و ارز و دبیر شورای امنیت کشور بوده است.
احمدی ۲ مرتبه رئیس دوره‌ای شورای هماهنگی جبهه اصلاحات بوده است. رئیس شورای هماهنگی جبهه اصلاحات با رأی اعضای این شورا به مدت سه ماه انتخاب می‌شود.